# Nunatsiaat
Nunatsiaat [nuˌnat͡siˈaːt] (nach alter Rechtschreibung Nunatsiait; auch Nunatsiaq) ist eine wüst gefallene grönländische Siedlung im Distrikt Nanortalik in der Kommune Kujalleq.

## Lage
Nunatsiaat lag auf einer kleinen Insel in der Inselgruppe Salliit, auf der sich früher der gleichnamige Udsted befand. Beide Orte lagen etwa auf halber Strecke zwischen Alluitsup Paa und Nanortalik im offenen Meer der Labradorsee.

## Geschichte
Nunatsiaat wurde schon vor 1845 besiedelt und existierte damit als Wohnplatz bereits zur Gründung von Salliit. Für 1900 sind 27 Bewohner überliefert. Anschließend wurde der Ort aufgegeben. 1918 wurde Nunatsiaat nicht mehr in der Volkszählung genannt.